# Mistrovství světa v letním biatlonu 2021
Letní mistrovství světa v biatlonu 2021 probíhalo od 26. do 29. srpna 2021 ve Vysočina Aréně v Novém Městě na Moravě. Jednalo se o třetí mistrovství světa v této variantě biatlonu v Novém Městě na Moravě – předchozí zde probíhalo v letech 2011 a 2018.
Na letních mistrovstvích světa probíhaly soutěže jak dospělých, tak juniorů. Ve všech kategoriích se soutěžilo ve supersprintu, sprintu a ve stíhacím závodě.

## Program
Na programu šampionátu bylo celkem 12 závodů.
| Datum     | Disciplína               | Začátek (SEČ) | Počet závodníků |
| --------- | ------------------------ | ------------- | --------------- |
| 26. srpna | Supersprint (juniorky)   | 14:35         | 48/30*          |
| 26. srpna | Supersprint (junioři)    | 17:25         | 54/29*          |
| 27. srpna | Supersprint (ženy)       | 14:35         | 46/30*          |
| 27. srpna | Supersprint (muži)       | 17:25         | 55/30*          |
| 28. srpna | Sprint (juniorky)        | 10:15         | 46              |
| 28. srpna | Sprint (junioři)         | 12:00         | 52              |
| 28. srpna | Sprint (ženy)            | 15:45         | 45              |
| 28. srpna | Sprint (muži)            | 17:25         | 55              |
| 29. srpna | Stíhací závod (juniorky) | 11:15         | 36              |
| 29. srpna | Stíhací závod (junioři)  | 13:15         | 43              |
| 29. srpna | Stíhací závod (ženy)     | 15:30         | 42              |
| 29. srpna | Stíhací závod (muži)     | 17:15         | 51              |

* Počet startujících v kvalifikaci/ve finálovém závodě

## Česká účast
V závodech startovala v juniorských i seniorských kategoriích celá česká  špička kromě Evy Puskarčíkové. Podle trenéra Egila Gjellanda se na kolečkových lyžích necítí dobře ve sjezdech.
Do každého závodu mohli čeští trenéři nasadit šest závodníků. V jednotlivých kategoriích nominovali tyto:
- Ženy:  Markéta Davidová, Lucie Charvátová, Jessica Jislová, Natálie Jurčová, Eliška Teplá, Tereza Vinklárková.
- Muži: Mikuláš Karlík, Michal Krčmář, Tomáš Krupčík, Jakub Štvrtecký, Adam Václavík, Milan Žemlička.
- Juniorky: Zuzana Doležalová, Tereza Jandová, Gabriela Masaříková, Kateřina Pavlů, Klára Polednová, Tereza Voborníková.
- Junioři: Vítězslav Hornig, Josef Kabrda, Jakub Kocián, Ondřej Mánek, Jonáš Mareček, Tomáš Mikyska.

## Diváci
Jednalo se o první akci pořádanou Mezinárodní biatlonovou unií od března 2020, na které mohli být přítomni diváci, když světový pohár, mistrovství světa, IBU Cup i další akce probíhaly kvůli pandemii covidu-19 bez fanoušků. Počet návštěvníků byl v souladu s protikoronavirovými pravidly platnými v České republice omezen na 7 tisíc denně a ke vstupu do areálu bylo potřeba předložit potvrzení o očkování, negativnímu testu nebo prodělané nemoci.

## Medailisté

### Muži
| Disciplína                 | První místo   | Výkon             | Druhé místo       | Výkon             | Třetí místo       | Výkon             |
| Supersprint (4,5 + 7,5 km) | George Buta   | 19:36,5 (0+0+0+0) | Jaroslav Kosťukov | 19:47,5 (0+1+1+0) | Florent Claude    | 19:52,2 (0+1+0+1) |
| Sprint (7,5 km)            | Michal Krčmář | 19:18,5 (0+0)     | Matěj Baloga      | 19:28,7 (0+0)     | Cornel Puchianu   | 19:41,6 (2+0)     |
| Stíhací závod (10 km)      | Michal Krčmář | 27:01,5 (0+0+0+0) | Florent Claude    | 27:17,2 (2+0+1+1) | Jaroslav Kosťukov | 27:17,4 (1+0+0+0) |

### Ženy
| Disciplína                 | První místo                 | Výkon             | Druhé místo      | Výkon             | Třetí místo         | Výkon             |
| Supersprint (4,5 + 7,5 km) | Markéta Davidová            | 22:43,5 (1+0+1+1) | Julija Džymová   | 22:46,4 (0+0+1+1) | Irina Kazakevičová  | 22:50,1 (0+0+2+3) |
| Sprint (6 km)              | Monika Hojniszová-Staręgová | 16:56,4 (1+0)     | Markéta Davidová | 17:07,5 (0+0)     | Polona Klemencicová | 17:17,4 (0+0)     |
| Stíhací závod (7,5 km)     | Markéta Davidová            | 20:57,3 (2+1+0+0) | Julija Džymová   | 20:58,1 (0+1+0+0) | Tamara Derbuševová  | 21:02,7 (1+0+0+0) |

### Junioři
| Disciplína                 | První místo      | Výkon             | Druhé místo      | Výkon             | Třetí místo       | Výkon             |
| Supersprint (4,5 + 7,5 km) | Vítězslav Hornig | 20:00,2 (0+0+2+1) | Tomáš Mikyska    | 20:01,6 (0+0+2+1) | Dmitrij Šamukajev | 20:11,8 (1+0+1+0) |
| Sprint (7,5 km)            | Tomáš Mikyska    | 20:37,9 (1+0)     | Vítězslav Hornig | 20:48,2 (0+1)     | Tomáš Sklenárik   | 21:28,5 (1+1)     |
| Stíhací závod (10 km)      | Tomáš Mikyska    | 27:56,1 (3+2+0+0) | Jonáš Mareček    | 28:00,4 (2+0+0+0) | Vítězslav Hornig  | 28:04,1 (1+2+1+1) |

### Juniorky
| Disciplína                 | První místo           | Výkon             | Druhé místo     | Výkon             | Třetí místo        | Výkon             |
| Supersprint (4,5 + 7,5 km) | Anastasija Gorejevová | 23:16,5 (1+3+0+1) | Sanita Bulinová | 23:22,8 (1+2+2+1) | Tereza Voborníková | 23:29,8 (3+1+0+1) |
| Sprint (6 km)              | Anastasija Ševčenková | 18:13,3 (0+0)     | Sanita Bulinová | 18:23,9 (1+0)     | Lena Repincová     | 18:34,7 (1+0)     |
| Stíhací závod (7,5 km)     | Anastasija Ševčenková | 21:52,5 (1+0+1+0) | Eniko Martonová | 22:23,5 (1+0+1+1) | Sanita Bulinová    | 22:31,4 (0+2+0+2) |

## Medailové pořadí

### Medailové pořadí zemí
| Pořadí | Země                  | Zlato | Stříbro | Bronz | Celkově |
| ------ | --------------------- | ----- | ------- | ----- | ------- |
| 1.     | Česko                 | 7     | 4       | 2     | 13      |
| 2.     | Ruská biatlonová unie | 3     | 1       | 4     | 8       |
| 3.     | Rumunsko              | 1     | 1       | 1     | 3       |
| 4.     | Polsko                | 1     | 0       | 0     | 1       |
| 5.     | Lotyšsko              | 0     | 2       | 1     | 3       |
| 6.     | Ukrajina              | 0     | 2       | 0     | 2       |
| 6.     | Slovensko             | 0     | 2       | 0     | 2       |
| 9.     | Slovinsko             | 0     | 0       | 2     | 2       |
|        | Celkem                | 12    | 12      | 12    | 36      |